# Sendebar

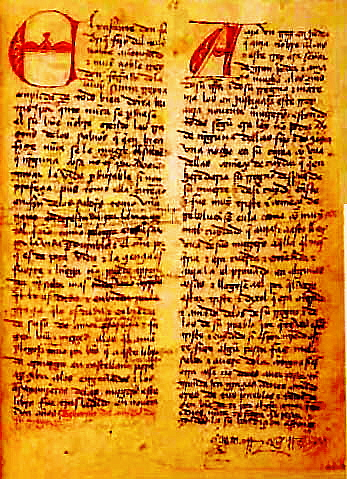
Manuscrito del Sendebar.

El Sendebar, también llamado Libro de los engaños (debido a su título completo, Libro de los engaños e los asayamientos de las mujeres) es un libro de cuentos o exempla castellano de mediados del siglo XIII d. C., que recoge una colección de cuentos árabes que a su vez proceden de la tradición cuentística persa o hindú. 
La traducción fue terminada en 1253 por iniciativa de don Fadrique, hermano de Alfonso X el Sabio, y fue titulada como El libro de los engaños y de los ensañamientos de las mujeres. El objetivo fundamental de esta colección de cuentos era ejemplificador, algo propio de aquella primeriza prosa medieval de ficción.
Tiene en común con el Calila y Dimna la fecha de su redacción y el hecho de ser una colección de cuentos orientales llegados a España en sus versiones árabes. Las dos compilaciones de cuentística oriental encuadran los ejemplos en un marco narrativo y sus enseñanzas prefieren la sabiduría profana a la moral cristiana; enseñan a vivir con prudencia en el mundo.
En el Sendebar, el pretexto narrativo que enmarca los cuentos es la leyenda del hijo único de Alcos, rey de Judea, que rehúsa los ofrecimientos amorosos de una de las mujeres del harén de su progenitor. Este rechazo provoca que la cortesana lo acuse falsamente de intentar violarla, en conexión con el motivo bien conocido de la madrastra malvada, que remite en última instancia a la leyenda bíblica del patriarca José y la mujer de Putifar (o a una fuente precedente común). El joven príncipe es sentenciado a muerte y, por consejo de su ayo Çendubete, se ve obligado a guardar silencio por espacio de siete días. Para entretener la espera de su destino, los sabios de la corte le narran cuentos que, en correspondencia con estos antecedentes, tienen carácter misógino; entre estos, su madrastra cuenta otros que tienen por objeto condenar al infante. El desenlace, sentenciado por el rey, es la condena de su madrastra a morir en un "caldero seco" al fuego, mientras que el príncipe se salva.

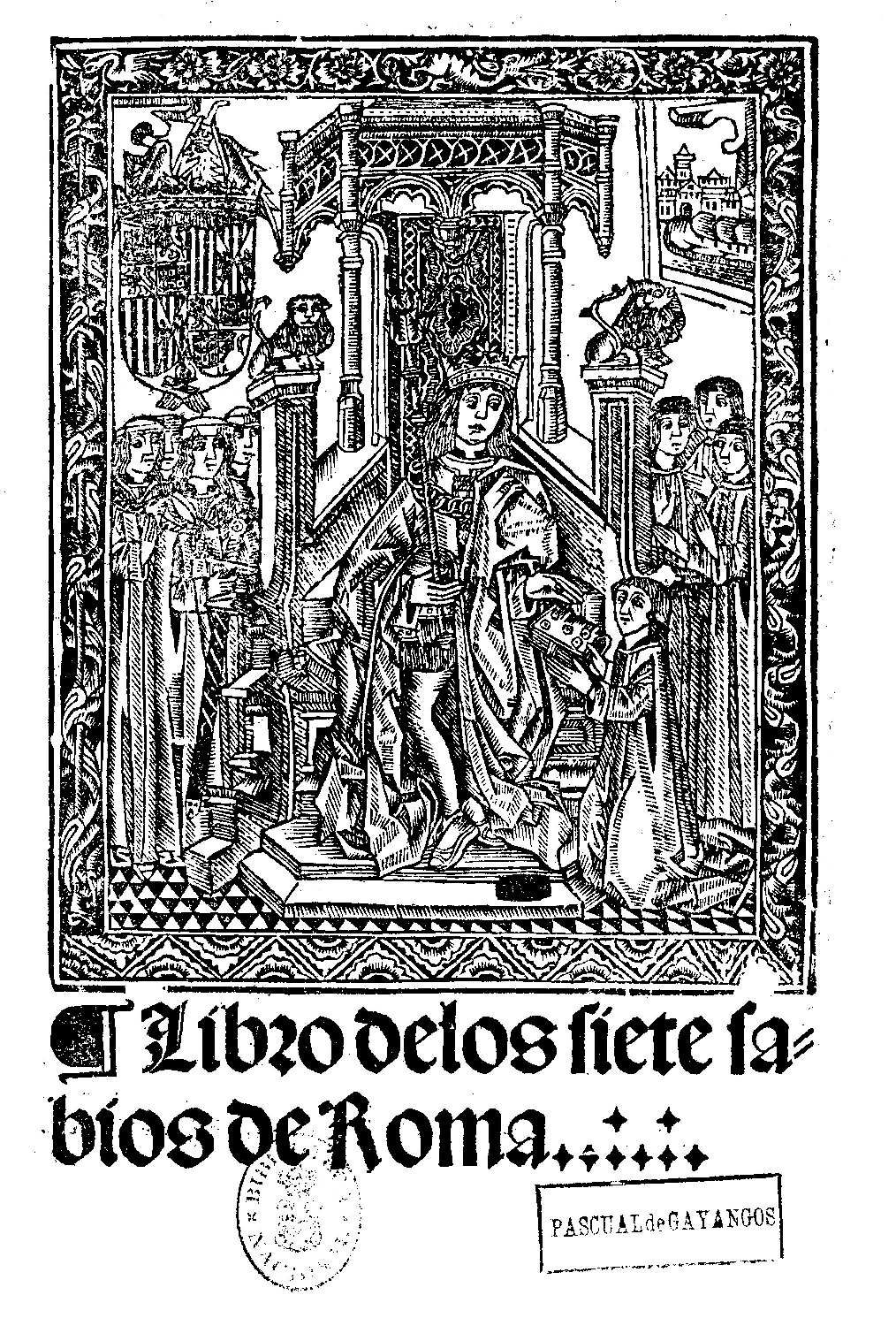
Libro de los siete sabios de Roma, 1530.

Se documentan varias versiones de esta obra en toda Europa, y sus ejemplos se recogen en la Scala coeli (Diego de Cañizares, siglo XV d. C.), en el Libro de los siete sabios de Roma (1530) y en la Historia del Príncipe Erasto (1575).
Tanto Lacarra, como Kantor y Rivas, concuerdan con la idea de que en la estructura literal de Sendebar, se refleja una estructura mítica que describe el ritual iniciático. Así que la obra didáctica Sendebar, que es considerada tradicionalmente como una colección de exempla con una evidente tendencia misógina es, además, bajo una lectura simbólica, un tratado sobre el renacimiento en espíritu, y el ritual que se atraviesa para poder ser iniciado en los misterios mayores.
Desde la primera lectura literal es evidente que Sendebar gira en torno a la imagen de la mujer, su astucia, ingenio, seducción y sabiduría. Muchos exempla, incluso algunos de los que relata la madrastra, mostrarán la capacidad femenina para desplegar falsas apariencias, transformar la realidad y atrapar a los ingenuos personajes dentro de una falsedad aceptada como verdadera. Por ello es fácil concluir que la finalidad didáctica de Sendebar es advertir sobre los engaños de que son capaces las mujeres, brindar los elementos necesarios para poder distinguir sus artes, e invitar al lector para que busque la verdad detrás de las apariencias.

Plogo e tovo por bien que aqueste libro [fuese trasladado] de arávigo en castellano para aperçebir a los engañados e los asayamientos de las mugeres
(:64)

Pero además se nos advierte constantemente sobre la imposibilidad de llegar al conocimiento completo de sus artes.

E yo, señor, non te di este enxenplo sinon por que sepas el engaño de las mugeres, que son muy fuertes sus artes e son muchos, que non an cabo nin fin
(:85)

La advertencia sobre lo vano de este intento, es incluso puesta en boca de una mujer dentro del cuento 18 Ingenia.

E dixo ella: -Tú gasteste  mucha lazeria e mucho mal día, e nunca esperes ende ál, que esto que tú demandas nunca lo acabarás tú nin omne de quantos son nasçidos
(:134)

Lo cual nos recuerda la sentencia contenida en el prólogo de la colección:

E el omne, porque es de poca vida, e la çiençia es fuerte e luenga, non puede aprender nin saber, mas cada uno aprende qual le es dada e enbiada por la graçia que le es dada e enbiada de suso, de amor, profecía e fazer bien e merced a los que l' aman
(:63-64)

Las historias ejemplares muestran, simbólicamente, la manera correcta o incorrecta de proceder ante una situación particular. Para lograr su objetivo exponen las consecuencias que sufre un personaje, el cual será representante simbólico de aquel a quien se desea instruir. El ejemplo se convierte, de esta forma, en una alegoría que ilustra un dilema particular. Por ello, las sentencias que generalmente anteceden a los ejemplos dictarán los siguientes preceptos: si actúas de tal o cual forma, te sucederá tal o cual cosa, al igual que a determinado personaje. Las historias, debido a su naturaleza ejemplar, se transforman en oráculos que muestran lo que acontecería si se obrara de tal o cual manera. Así es como los exempla realmente invitan a la contemplación de las consecuencias, y su adecuada asimilación depende de la capacidad y la naturaleza de quien los escucha.
Entonces, si los exempla agrupados en Sendebar pretenden mostrar cómo se ingenian los engaños femeninos que modifican la realidad y, desde luego, revelar las circunstancias y los riesgos que se pueden enfrentar al tomar tal o cual camino, la única manera de comprenderlos será mediante un esfuerzo particular. Por ello es por lo que los exempla se construirán como un tratado gráfico sobre algún enigma en un manuscrito pictórico, que hace comprensible a la inteligencia normal las implicaciones filosóficas del misterio.
Este sentido esotérico también se encuentra implícito en la tradición didáctica en la cual se origina Sendebar, ya sea en la tradición de donde proviene su traducción, como en la de su origen remoto. Tener en cuenta la finalidad didáctica que motivaba la narración de historias para ambas culturas, árabe e hindú, permitirá el conocimiento del sentido profundo que encierra Sendebar.
Recordemos el sentido didáctico que se le dio a los cuentos dentro de los círculos Sufís, donde es costumbre que los estudiantes se impregnen en los cuentos prescritos para su estudio, de modo que su dimensión interna puede ser abierta por el maestro, a medida que el candidato es juzgado maduro para las experiencias que ellos ofrecen.
Ahora  me remontaré al sentido didáctico según la cultura hindú (dado su probable origen primitivo), especialmente en los relatos que tratan sobre el mismo tema que la colección Sendebar: el poder que poseen las artes femeninas para atrapar mediante la falsa apariencia.
Para los indios el engaño es una forma de arte y corresponde a una de las virtudes esenciales del aspecto femenino de lo divino: Maya. El poder para generar este engaño se conoce como Shakti. Maya-Shakti, entonces, correspondería a la figura arquetípica del eterno femenino, el cual ha dado a luz al universo, al individuo y, al mismo tiempo, cubre la conciencia con las envolturas de su producción perecedera. Por ello es por lo que el objetivo del pensamiento indio ha sido siempre conocer el secreto del atrapamiento y, de ser posible, abrirse paso a una realidad exterior que subyace en las circunvoluciones que envuelven nuestro ser consciente. La mitología hindú trata el enigma del arte femenino que atrapa la conciencia, o sea Maya, precisamente –como antes ya se ha señalado– mediante manuscritos pictóricos que permiten a la inteligencia común aprender las implicaciones filosóficas del enigma.